# Esperantismo

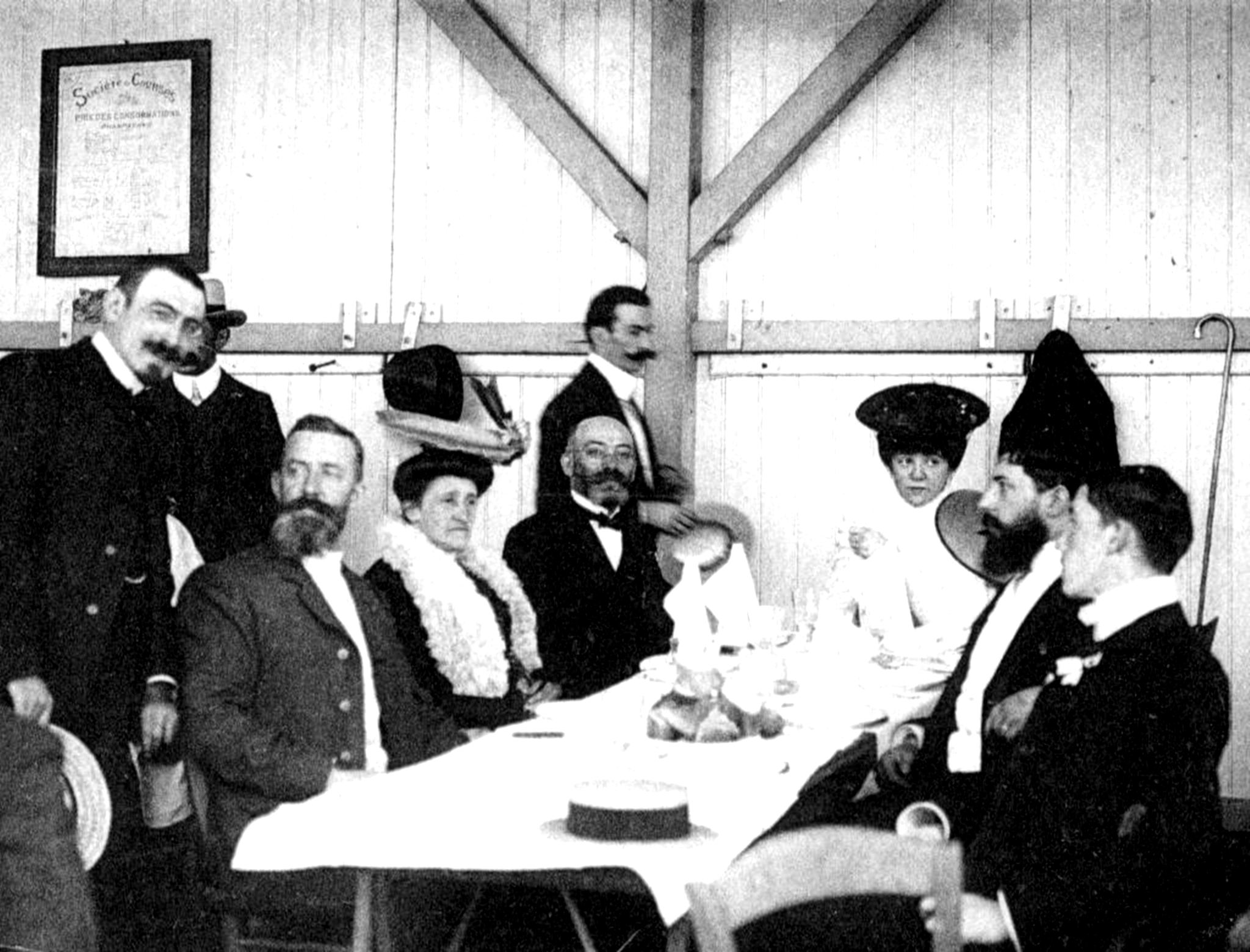
A Zamenhof és Michaux családok az első eszperantó világkongresszuson, Boulogne 1905

Az esperantismo /kiejt: eszperantiszmo/ (=eszperantizmus) olyan törekvés, amely egy semleges emberi nyelv (eszperantó nyelv) használatának elterjesztésére törekszik az egész világra vonatkozóan, „anélkül, hogy beleszólna más népek belső életébe, és semmiképpen sem törekszik a meglévő nemzeti nyelvek kiszorítására”, a különböző nemzetekhez tartozó polgárok számára. A kölcsönös megértés lehetősége, amely azokban az országokban, ahol a különböző nemzetek harcban állnak egymással egy nyelvért, a közintézményekben közös nyelveként szolgálhatna, és amelyben megjelenhetnének azok a munkák, amelyek minden népet egyformán érdekelnek. Leírja a nyelv művelésére irányuló aktív, bármilyen célú erőfeszítéseket. Az eszperantisták jól tudják, hogy nincs még egy olyan globális közösség, amely etnikai kötelékektől mentes nyelven élne.

## Boulogne-i nyilatkozat az eszperantizmusról (Eszperantó Világkongresszus, 1905)
A boulogne-i határozat (eszperantóul: Bulonja Deklaracio, teljes nevén Deklaracio pri la esenco de Esperantismo, határozat az eszperantizmus lényegéről) egy dokumentum, melyet L. L. Zamenhof írt, és az Első Eszperantó Világkongresszus résztvevői szentesítettek a franciaországi Boulogne-sur-Merben, 1905-ben.

## Az azonosságtudat
Zlatko Tišljar szerint az eszperantizmus olyan emberek identitástudata, akiket a belső indíttatás ideológiája képez. A belső indíttatás ideológiáját Zamenhof versei határozzák meg. Amelynek lényege, hogy az eszperantót használó emberekkel elhitesse, hogy ezzel egy bizonyos embercsoporthoz tartoznak; szerepe az, hogy javítsa a világot egy olyan nyelven keresztül, amely hozzájárul a világbékéhez és a kultúrák közötti megértéshez.

## Fordítás
- Ez a szócikk részben vagy egészben  az   Esperantismo című eszperantó Wikipédia-szócikk ezen változatának fordításán alapul.  Az eredeti cikk szerkesztőit annak laptörténete sorolja fel. Ez a jelzés csupán a megfogalmazás eredetét és a szerzői jogokat jelzi, nem szolgál a cikkben szereplő információk forrásmegjelöléseként.